# Distretto di Mihtarlam
Il distretto di Mihtarlam è un distretto dell'Afghanistan appartenente alla provincia del Laghman. Viene stimata una popolazione di 132.374 abitanti.